# VFA-106
Escadron de chasseur d'attaque 106
Le Strike Fighter Squadron 106 ou VFA-106, connu sous le nom de "Gladiators", est un escadron de remplacement de l'United States Navy qui a été établi le 27 avril 1984 au Naval Air Station Cecil Field (en) en Floride.
Il est un Fleet Replacement Squadron (FRS) et il est basé au Naval Air Station Oceana en Virginie.

## Historique
Le 2 janvier 1945, l'escadron a été établi sous le nom de Bombing Fighting Squadron 17 (VBF-17). 
Le 15 novembre 1946 l'escadron a été redésigné Fighter Squadron 6b (VF-6B), puis le 28 juillet 1948 redésigné VF-62, avec le surnom de Gladiators en 1952. 
Il est ensuite désigné en tant que Attack Squadron 106 (VA-106) le 1er juillet 1955 et dissout le 7 novembre 1969.
Le 27 avril 1984, l'escadron devient VFA-106 Gladiators  pour le Fleet Replacement Squadron.

## Galerie

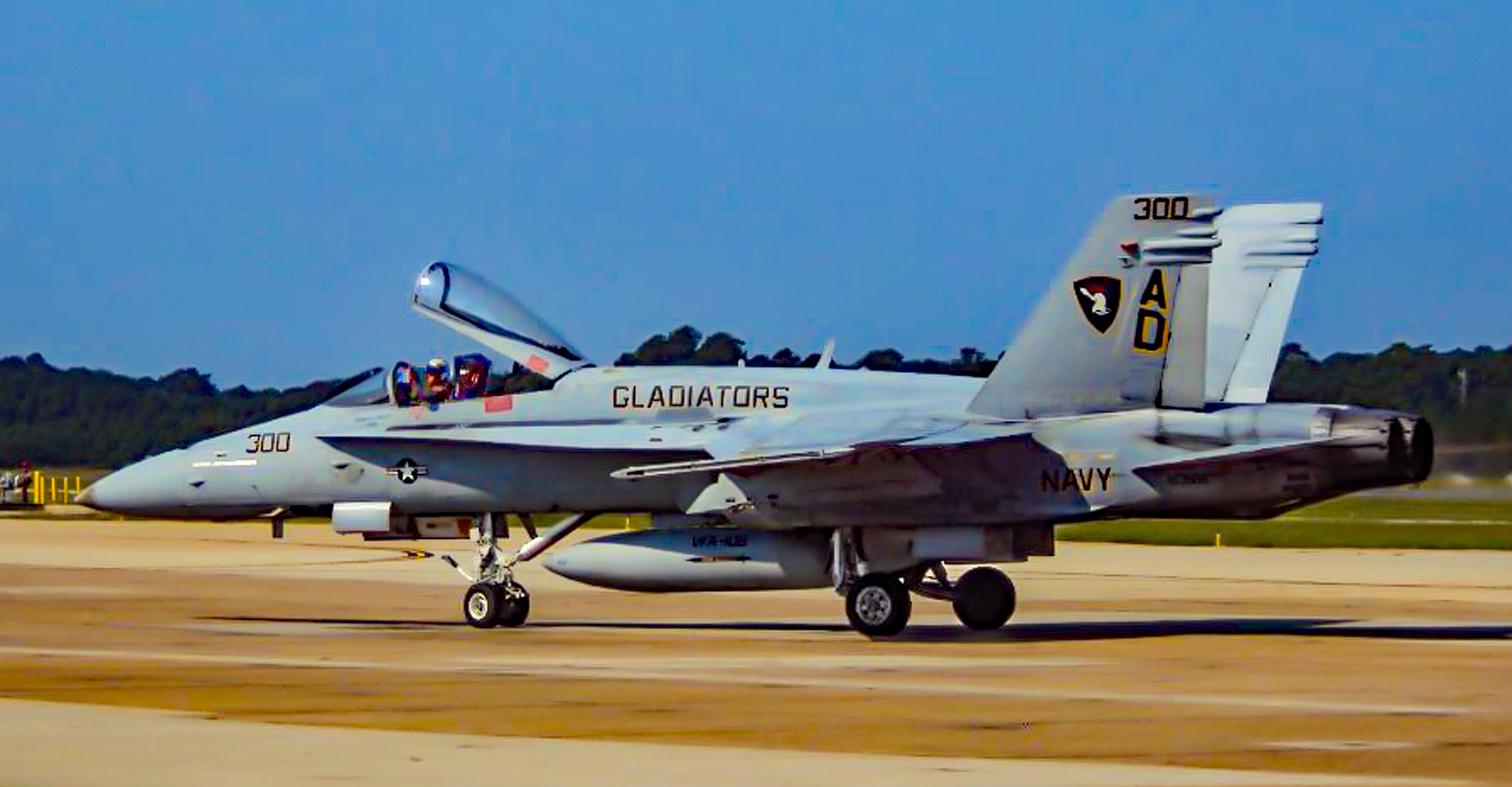
Hornet du VFA-106 Gladiators en 2018
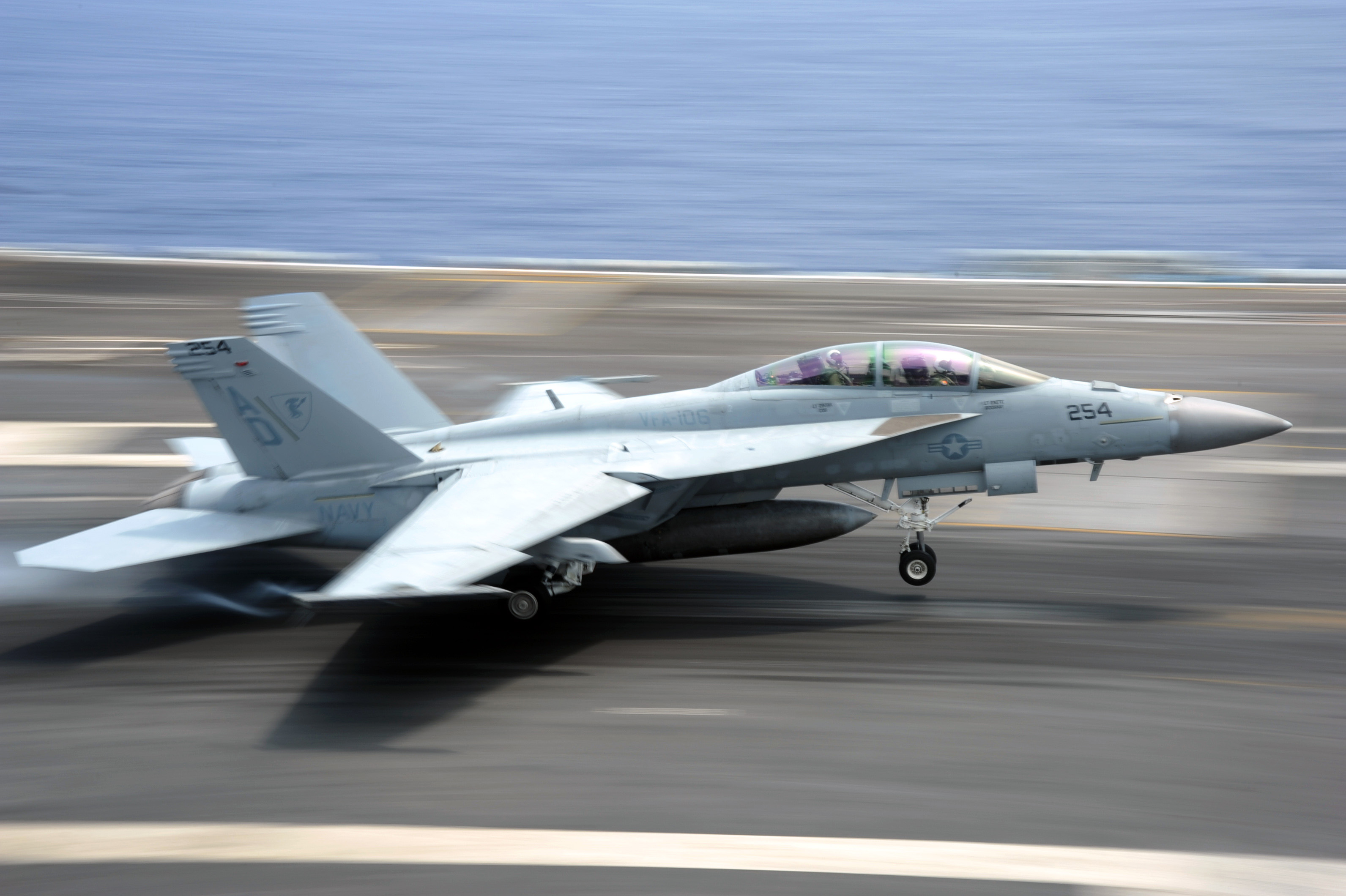
Super Hornet du VFA-106 sur USS Dwight D. Eisenhower (CVN 69)